# Тампуччи, Ипполит
Ипполит Николя Тампуччи (фр. Hippolyte Nicolas Tampucci; 26 ноября 1802, Париж — 5 января 1889, там же) — французский поэт, редактор, политик.

## Биография

Сборник стихов «Poésies» (1832)

Итальянского происхождения. Его отец, Доминик Тампуччи, неаполитанский иммигрант, был преподавателем химии в коллеже Карла Великого в Париже.
Сначала зарабатывал на жизнь, работая сапожником, затем обучался в Карловом коллеже. По вечерам обучал небольшие группы рабочих тому, чему сам научился за день. В 17-летнем возрасте поступил работать в префектуру Марны, где трудился до 1850 года, когда был уволен по политическим мотивам, главным образом из-за приверженности республиканскому социализму.
С 1833 года был редактором революционной газеты «Le Grapilleur». Его статьи, как и его стихи, вызывали гнев власть имущих. В 1848 году арестовывался и был близок к смертной казни.

## Избранные произведения
- «Le réveil du poète» (1838),
- «Les crèches» (1846),
- «Lettres champenoises» (1847),
- «De l’organisation de la charité sociale» (1853)
- «Les chercheurs d’or» (1857) и др.